# Liz Allan
Elizabeth "Liz" Allan (también conocida como Elizabeth Allan-Osborn y comúnmente mal escrita como Liz Allen) es una personaje ficticia que aparece en los cómics estadounidenses publicados por Marvel Comics. Su personaje fue creado por Stan Lee y Steve Ditko. En sus primeras apariciones, ella era una chica atractiva y popular en la escuela secundaria a la que asiste Peter Parker. Ella ha sido un personaje de apoyo regular en las diversas series del Hombre Araña sobre una base intermitente, y tiene vínculos con el Duende Verde y el Hombre Ígneo.
El personaje hizo su debut cinematográfico en la película de 2002, Spider-Man, retratada por Sally Livingstone. Laura Harrier interpretó a Liz Allan en las películas del Universo Cinematográfico de Marvel para Spider-Man: Homecoming (2017) y Spider-Man: No Way Home (2021). Esta versión de la personaje fue la hija del Buitre.

## Historial de publicaciones
Liz Allan fue nombrada por primera vez en The Amazing Spider-Man # 4 (septiembre de 1963), el mismo tema en el que Betty Brant aparece por primera vez. Sin embargo, una estudiante rubia no identificada de High School secundaria en Amazing Fantasy # 15 (agosto de 1962) parece ser Liz Allan. Ella fue un personaje de apoyo en la serie hasta Amazing Spider-Man # 28 (septiembre de 1965), que se despidió de Liz, ya que ella y Spider-Man se graduaron de la escuela secundaria.
Casi una década más tarde, Liz Allan regresó a la historia en Amazing Spider-Man # 132-133 (mayo-junio de 1974), en la cual se revela que ella es la hermanastra del Hombre Ígneo. El escritor Gerry Conway recuerda: "Me gustó hacer callbacks en la carrera en la que más me influyó, la era original de Stan Lee / Steve Ditko, así que traer de vuelta a Liz fue algo que quería hacer desde hace mucho tiempo. razón para volver atrás y revisar los problemas en los que se encontraba, lo que me llevó a la primera aparición del Hombre Ígneo".

## Biografía
Liz Allan era una estudiante de secundaria que asistía a la Escuela Midtown High, y tenía un pequeño interés amoroso de Peter Parker y Flash Thompson. 
Inicialmente, a Peter le gusta Liz. Sin embargo, ella es la novia de Flash y al principio considera a Peter como un perdedor, incluso tomando parte en el ridículo general que Peter padece a diario. Sus primeras apariciones la describen como flipada y bastante irreflexiva, no totalmente cruel, pero carente de la empatía necesaria para percibir las atractivas cualidades de Peter.
Sin embargo, después de escuchar que un enfermo Peter se había puesto un disfraz de Spider-Man para salvar a Betty Brant del Doctor Octopus, se enamora de él. En este momento, sin embargo, el interés de Peter ha disminuido considerablemente, ya que señala que Liz nunca mostró ningún interés real en él hasta que comenzó a salir con Betty Brant, y asume que los sentimientos de Liz son poco más que un enamoramiento de niña. Betty y Liz chocan varias veces con Peter, ya que Betty piensa erróneamente que Peter intercambia el interés de Liz en él.
En Amazing Spider-Man # 28 (septiembre de 1965), Peter y Liz se gradúan de la escuela secundaria. En la ceremonia de graduación, Liz confiesa sus sentimientos a Peter y dice que ha aceptado el hecho de que no han sido correspondidos. En el mismo número, Spider-Man lucha contra Hombre Ígneo, quien en los últimos números se revela como el hermanastro de Liz, Mark Raxton.
Ella no reaparece durante unos años, tiempo durante el cual Peter desarrolló relaciones con Gwen Stacy y Mary Jane Watson. Cuando Liz regresa, sale con Harry Osborn, a quien conoce en la boda de Betty Brant con Ned Leeds, convirtiéndose en Liz Allan Osborn. La pareja tiene un hijo, Normie Osborn. Sin embargo, su historia familiar se vuelve trágica después de que Harry Osborn sufre una crisis mental. Con la apariencia del Duende Verde, Harry secuestra a Liz, Normie y Mark, y los aterroriza dentro de una antigua mansión familiar. Liz está profundamente traumatizada por esta experiencia y cae en un estado de negación sobre los problemas de su esposo. La locura de Harry lleva a su muerte poco después. Luchando por dejar a Harry detrás de ella, Liz rompe los lazos con sus amigos Peter y Mary Jane.
En la novela gráfica Spider-Man: Legacy of Evil, Harry intenta pasar el legado del Duende Verde a Normie Osborn, pero fracasa debido a los esfuerzos de Spider-Man, Mark Raxton y Ben Urich.
Más tarde, Liz Allan se convirtió en un personaje de apoyo en Daredevil, sirviendo como un interés amoroso para el abogado Foggy Nelson. La pareja se separa después de que Mysterio manipula a Foggy para que tenga una aventura en un plan para volver loco a Daredevil. Liz siente que Foggy la decepcionó y termina su relación.
Después de que Spider-Man revela públicamente su verdadera identidad en la historia de "Civil War", Liz se resiente de él, culpando a Peter por traer tanta muerte a sus vidas. Sin embargo, después de los eventos de la historia de "One More Day", la revelación pública de la identidad de Peter ha sido olvidada y Harry todavía está vivo, pero él y Liz ya no están casados.
Liz y Normie están presentes cuando el Hombre Ígneo recibe el antídoto contra su enfermedad. Raxton, que había escapado del sótano en el que Liz lo mantenía por su propia seguridad, se cura gracias a Industrias Oscorp. Liz fue vista por última vez asistiendo a una fiesta para ayudar a Flash Thompson a lidiar con la pérdida de sus piernas.
Durante la historia de Fear Itself, se ve a Liz tratando de salir de Nueva York con su hijo, debido al miedo y el caos que está sucediendo, y se encuentra con ladrones de bancos.
Recientemente, se le ha mostrado en una nueva alianza con Norman Osborn mientras intenta volver a establecerse como una figura corporativa, aparentemente usando un alias, ya que sus actividades como Duende Verde han hecho que su verdadero nombre sea demasiado público, trabajando con él para asegurar el futuro de su hijo. Después de un enfrentamiento entre Spider-Man 2099 y un agente de una organización de viajes en el tiempo desde 2211 en el Edificio Alchemax, Liz ha deducido que el 'nuevo' Spider-Man debe trabajar en la compañía y está decidido a reclutarlo para su causa, presagiando las afirmaciones del viajero del tiempo de que Liz Allan y Spider-Man 2099 tendrán un impacto significativo en la historia futura.
Liz aparece como la CEO de Alchemax cuando Eddie Brock ingresa a su oficina y le trae un dinosaurio experimental que capturó. Ella revela que Stegron, el hombre de los dinosaurios, es responsable y hace un trato con Eddie: ella lo ayudará a encontrar una cura para el simbionte Venom mientras trata con Stegron.

## Otras versiones

### Amazing Spider-Man: Renueve sus votos
En esta línea de tiempo alternativa realizada desde Secret Wars Warzone, Liz se divorció de Harry en algún momento antes de su muerte y está a cargo de Allan Biotech. Como su hijo, Normie, está demasiado ocupado dirigiendo Oscorp, tiene a la asistente personal de Normie, Miss January, que le informa sobre las actividades de Normie. Preocupado de que Normie termine como su padre o abuelo, Allan trata de deshacerse de Spider-Man engañando a su esposa Spinneret (Mary Jane) con el simbionte Venom, alegando que era un traje biotecnológico orgánico destinado a liberar el potencial oculto de un ser humano por lo que Spinneret no confiaría en la tecnología de Regent para agotar los poderes de su marido para luchar. Sin embargo, Miss enero termina empujando a Normie a convertirse en el Duende Verde como su padre y abuelo detrás de la espalda de Liz para que ella pueda tomar el Mech Duende y vengar a Harry matando a Spider-Man. Después de la derrota de la señorita January, Liz se reúne con Normie y promete estar allí para él más.

### MC2
En la continuidad de MC2, Liz Allan se casó con Foggy Nelson después de la muerte de Harry Osborn. Ella desarrolló una enfermedad fatal (de naturaleza no especificada), que contribuyó a la ruptura de su hijo Normie y finalmente decidió adoptar el manto del Duende Verde.

### Spider-Man ama a Mary Jane
En Spider-Man Loves Mary Jane, Liz Allan es retratada como la mejor amiga de Mary Jane Watson. Liz es una animadora y recientemente se ha reconciliado con su novio Flash Thompson después de romper con él porque declaró que amaba a Mary Jane en su regreso a casa.

### Ultimate Marvel
La versión Ultimate Marvel de Liz Allan va a la misma escuela secundaria con Spider-Man y Mary Jane Watson. Ella es amiga cercana de Mary Jane. En Ultimate Spider-Man # 4 (febrero de 2001), una borracha Liz intenta besarse con Peter, quien rechaza sus avances cuando Mary Jane los ve. Luego tuvieron un momento muy personal cuando llamaron a los dos estudiantes para hablar sobre el ataque de los Duendes Verdes a la escuela, lo que la afectó mucho. De lo contrario, no hay ninguna instancia de relación entre Peter y Liz. Liz dice haber tenido un tío que era un mutante, que murió, aunque nunca explicó qué pasó exactamente. Como resultado de esto, Liz tiene una fobia a los mutantes (en particular) y seres superpoderosos (en general), y otros personajes le han sugerido que le preocupa que ella misma sea una mutante. Cuando Johnny Storm se unió a su escuela brevemente, se sintió extremadamente atraída por él y compartieron una cita feliz, hasta que accidentalmente se prendió fuego y se reveló a sí mismo como la Antorcha Humana. Mary Jane le revela a Johnny que Liz cree que ella lo prendió fuego. Debido a su fobia, se negó a volver a verlo nunca más, y él se va de la escuela.
Con la llegada de Kitty Pryde, una conocida mutante y ex X-Man, en Midtown High, Liz ha estado quejándose de cualquiera que escuche que Kitty debería estar con su "propia clase" e incluso acusó a Kitty de pensar que era mejor que todos los demás debido a que ella era un ex X-Man, momento en el que Kitty refutó las acusaciones de Liz. La mejor amiga de Liz, Mary Jane, también le ha dicho a Liz que se guarde su fobia mutante cuando está con M.J., y que preferiría que Liz guardara esos pensamientos para ella en general.
Posteriormente se revela que Liz es una mutante y la versión definitiva de Firestar. Sus poderes se manifiestan y son presenciados por sus amigos durante una fiesta en la playa. Al principio, ella acusa a su cita, Johnny Storm (la Antorcha Humana), de hacerla superpoderosa. Después de una conversación con Iceman y Spider-Man de X-Men, y al recordar que su "tío" era un mutante, ella acepta que ella misma puede ser una mutante.
Magneto aparece después de detectar la manifestación de sus poderes y revela que años atrás, su padre le pidió a Magneto que se acercara a ella después de la manifestación de sus poderes mutantes. Magneto le prometió, ya sea que Liz sea mutante o no, le contará a Liz lo que su padre sacrificó. Magneto le reveló a Liz que su padre es un mutante y uno de la Hermandad de Mutantes.
Magneto, con la intención de mantener su promesa de llegar a Liz, se ve retrasado por los esfuerzos combinados de Iceman y Spider-Man. Sin embargo, no son rival para Magneto, aunque pueden comprarle a Liz el tiempo que necesita para escapar. Liz regresa a casa y le exige a su madre que le cuente la identidad de su padre. Su madre revela que su tío Frank, también conocido como el Blob es en realidad su padre. Esta conversación es interrumpida por Magneto, quien le dice a Liz que debe ir con él para ver a su padre. Esto se evita cuando los X-Men llegan a su puerta. Liz es presionada para decidir entre la Hermandad o los X-Men. Después de pedirle consejo a Spider-Man, ella decide que no quiere seguir a ninguno de los grupos, y que está enojada con su madre por haberle mentido durante todos estos años, y se va volando. Spider-Man se da cuenta de que irá a la casa de Mary Jane y lo sigue.
Después de que Liz llega a la casa de Mary Jane, M.J sugiere que ella debe hablar con Kitty Pryde sobre ser una mutante. Spider-Man llega, y para ganar la confianza de Liz, se desenmascara revelando que él es Peter Parker, uno de sus amigos. Inspirada en los ejemplos de Peter, Liz ve que no tiene que ser definida por su origen y opta por usar sus poderes de manera responsable. Liz promete no contar su secreto justo cuando Iceman llega, le ofrece a Liz un lugar en la escuela de Xavier para que aprenda a controlar sus nuevos poderes. Liz, poco dispuesta a regresar a la casa de su madre, decide estar con los X-Men hasta que pueda decidir qué hacer a continuación. Ella promete llamar a Peter y M.J pronto.
En Ultimate X-Men # 94 se muestra que Liz tomó el nombre en clave Firestar y ahora aparentemente se lleva bien con los X-Men y tiene un mejor control de sus poderes. En el Ultimate X-Men / Fantastic Four Annual, se revela que es el "miembro de la Antorcha Humana" del futuro equipo de los Cuatro Fantásticos. La versión moderna ayuda a los X-Men y FF a luchar contra varias amenazas planteadas por el futuro equipo.
Se muestra que estará en la cuarta entrega de Ultimate Comics: X, y ella es parte de la Gente del Mañana (Runaways), un equipo mutante financiado por el gobierno con Jimmy Hudson, "Karen Grant", Derek Morgan alias El Guardian y Hulk. Después de trabajar brevemente con el equipo, se instala en Tian, un refugio seguro para los mutantes, hasta su destrucción. Luego vuelve a unirse a los X-Men.

## En otros medios

### Televisión
- Liz Allan aparece en Spider-Man, la Serie Animada, con la voz de Marla Rubinoff. En el episodio, "La Boda", ella aparece como amiga y confidente de Mary Jane Watson. Ella se siente atraída por Harry Osborn, incluso después de su breve paso como el segundo Duende Verde. Eventualmente, Liz asistió a la boda de Peter Parker y Mary Jane, que fue atacada por Harry, quien había regresado a su papel como el segundo Duende Verde y amenazó con volar la iglesia y todos en ella si el ministro no realizaba una boda entre él y M.J. Liz luego le hizo un llamado a Harry a entender en el fondo que ella no era para él porque amaba a Peter pero eso tampoco significaba que ellos ya no serían sus amigos y lo dejarían de querer, y finalmente le dijo que deseaba que él y ella algo más que una amistad. Impresionado por la revelación de que alguien lo amaba, Harry cede y acepta voluntariamente regresar al hospital donde había estado recibiendo tratamiento.
- Liz Allan aparece en The Spectacular Spider-Man, con la voz de Alanna Ubach.[26] Liz es notablemente afro-latina en esta versión y habla con un acento notable. Ella es amiga de Sally Avril y sale con Flash Thompson al comienzo de la serie, pero muestra interés en Peter Parker después de que él comienza a dar clases particulares. Incluso expresa un leve pesar después de que Flash y la camarilla popular lo rechazan. Después de pasar un tiempo con Peter en Coney Island en "Reaction", ella rompió con Flash y se ha hecho abiertamente elogiosa hacia Peter. Esto parece coincidir con la parte de los cómics donde Liz se enamoró de Peter y el hecho de que al igual que Flash, ella también idolatra a Spider-Man. En el episodio, "Shear Strength", le reveló sus sentimientos a Peter y lo besó en los labios. En el siguiente episodio, Peter y Liz comienzan a salir, pero las actividades extracurriculares de Peter a menudo complican su relación, al igual que sus sentimientos por Gwen Stacy. En "Final Curtain" rompe con ella para estar con Gwen, dejándola enojada y con el corazón roto; pero para salvar la cara frente a sus compañeros, hace que parezca que ella fue quien rompió con él. En esta encarnación, Liz es latina y ella y Markson hermanos biológicos Además, a diferencia de la mayoría de las versiones modernas, ella no es cercana a Mary Jane Watson al principio, ya que se describe a Mary Jane como si prefiriera a Peter salir con Gwen.
- Liz Allan aparece en la nueva serie Spider-Man, con la voz de Natalie Lander.[27] Se muestra que es estudiante en Midtown High School. En el episodio "Bromas en Vivo", toma el alias de "Screwball" para hacer algunas bromas sobre negocios corruptos donde sus payasadas en los medios atraen la atención de Spider-Man y la molestia de Hammerhead y Hombre Absorbente. Tras la derrota de Hammerhead y Hombre Absorbente, Liz como Screwball declara que está tomando un descanso de sus videos. Durante el arco de "Isla Arácnida", ella fue una de los miles de neoyorquinos mutados en monstruos arañas de los productos químicos del Ejército Araña del Chacal, pero fue curada por Miles Morales.

### Cine
- Liz Allan aparece en el guion original del abortado Cannon's Spider-Man, escrito por Ted Newsom y John Brancato. Liz Allan era el interés amoroso de Peter Parker.[28][29][30][31]

#### Spider-Man (2002)
- En la película, Liz Allan aparece en una pequeña escena en Spider-Man (2002), interpretada por Sally Livingstone. Al comienzo de la película, Peter intenta compartir un asiento en un autobús con una muchacha con gafas gruesas a lo que ella (Liz) responde "¡Ni lo pienses!". Sin embargo en este filme, algunas de sus características son notoriamente hechas por el personaje de Mary Jane Watson (interpretada por Kirsten Dunst), lo mismo que las de Gwen Stacy.

#### Spider-Man (UCM)
- Liz es el interés romántico de Peter en el Universo cinematográfico de Marvel, de la película Spider-Man: Homecoming (2017), interpretada por Laura Harrier. Esta versión es una estudiante de último año en Midtown Science High School, la hija del criminal Adrián Toomes y líder del equipo de decatlón del que Peter Parker está enamorado. En el transcurso de la película, se vuelve fanática y se enamora de Spider-Man antes de desarrollar un interés romántico en Peter, pero no sabe que son la misma persona. Después del arresto del Toomes, Liz y su madre Doris se mudan a Oregón por los deseos de él.
- Liz Allan hace un cameo en la película de MCU Spider-Man: No Way Home (2021), con Harrier retomando su papel. Después de que la identidad de Peter se expone públicamente, se convierte en el tema de varios artículos de revistas en los que habla de su relación pasada con él y confirma que su apellido es "Allan". Liz también aparece en la escena poscréditos del corte extendido de la película de 2022 (a través de imágenes de archivo de Spider-Man: Homecoming), que representa las consecuencias del segundo hechizo de Doctor Strange.[32]

### Videojuegos
- La encarnación de Ultimate Marvel de Liz Allan aparece en el videojuego Ultimate Spider-Man de 2005.
- Liz Allan aparece en Marvel's Avengers, con la voz de Elizabeth Grullon.